# Luciano Emmer
Luciano Emmer (ur. 19 stycznia 1918 w Mediolanie, zm. 16 września 2009 w Rzymie) – włoski reżyser i scenarzysta filmowy. 
Urodził się w Mediolanie, ale większość dzieciństwa spędził w Wenecji. Zasłynął jako uznany twórca filmów dokumentalnych poświęconych sztuce (np. nagrodzona Złotym Globem Pictura, 1951). 
Swoim wyróżnionym na MFF w Locarno pełnometrażowym debiutem fabularnym, Sierpniową niedzielą (1950), wpisał się w nurt neorealizmu, chociaż charakteryzujące się pozytywnym wydźwiękiem filmy Emmera dziennikarze klasyfikowali raczej jako "różowy neorealizm". W filmie tym wystąpił młody Marcello Mastroianni, będący u progu wielkiej kariery aktorskiej.